# 조나 존스

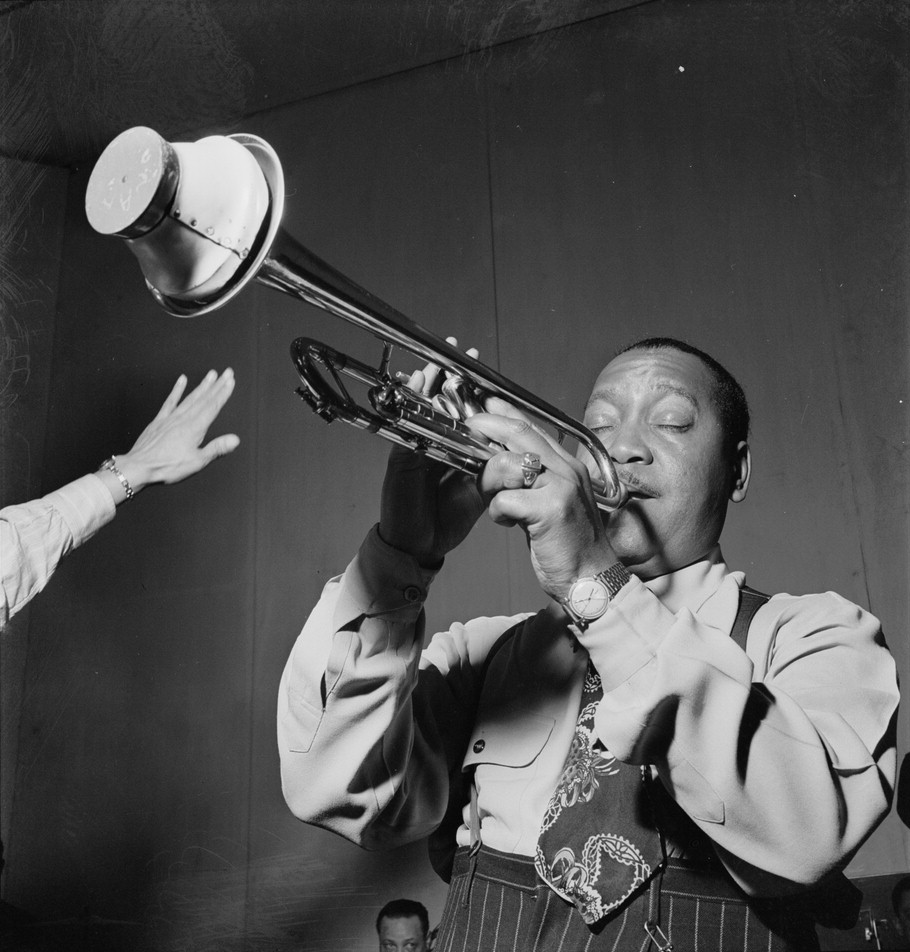
1947년

조나 존스(Jonah Jones, 본명: Robert Elliott Jones, 1909년 12월 31일 - 2000년 4월 29일)는 재즈계에서 활약한 사람으로 파퓰러한 댄스 음악에서도 인기가 높은 트럼펫 주자이다. 켄터키주 태생으로 1929년에 윌리스 브라이언트 악단에 참가하였다. 지미 랜스포드, 프레쳐 헨더슨, 캡 캘로웨이 악단 등을 거쳐 독립하였다. 1957년에 4중주단을 이끌고 뉴욕의 클럽에서 활약하였다. 뮤트(弱音器)를 단 경쾌한 연주를 뮤테드 재즈의 대스타가 되어 인기가 높았다.